# Loring Air Force Base
Loring Air Force Base (IATA: LIZ, ICAO: KLIZ) est une base aérienne située dans l’État américain du Maine, dans le comté d’Aroostook. Construite en 1947 et opérationnelle en 1953, elle a été, jusqu'à sa fermeture en 1994, une des plus grandes bases du Strategic Air Command de l'US Air Force.

## Histoire

### Choix du site

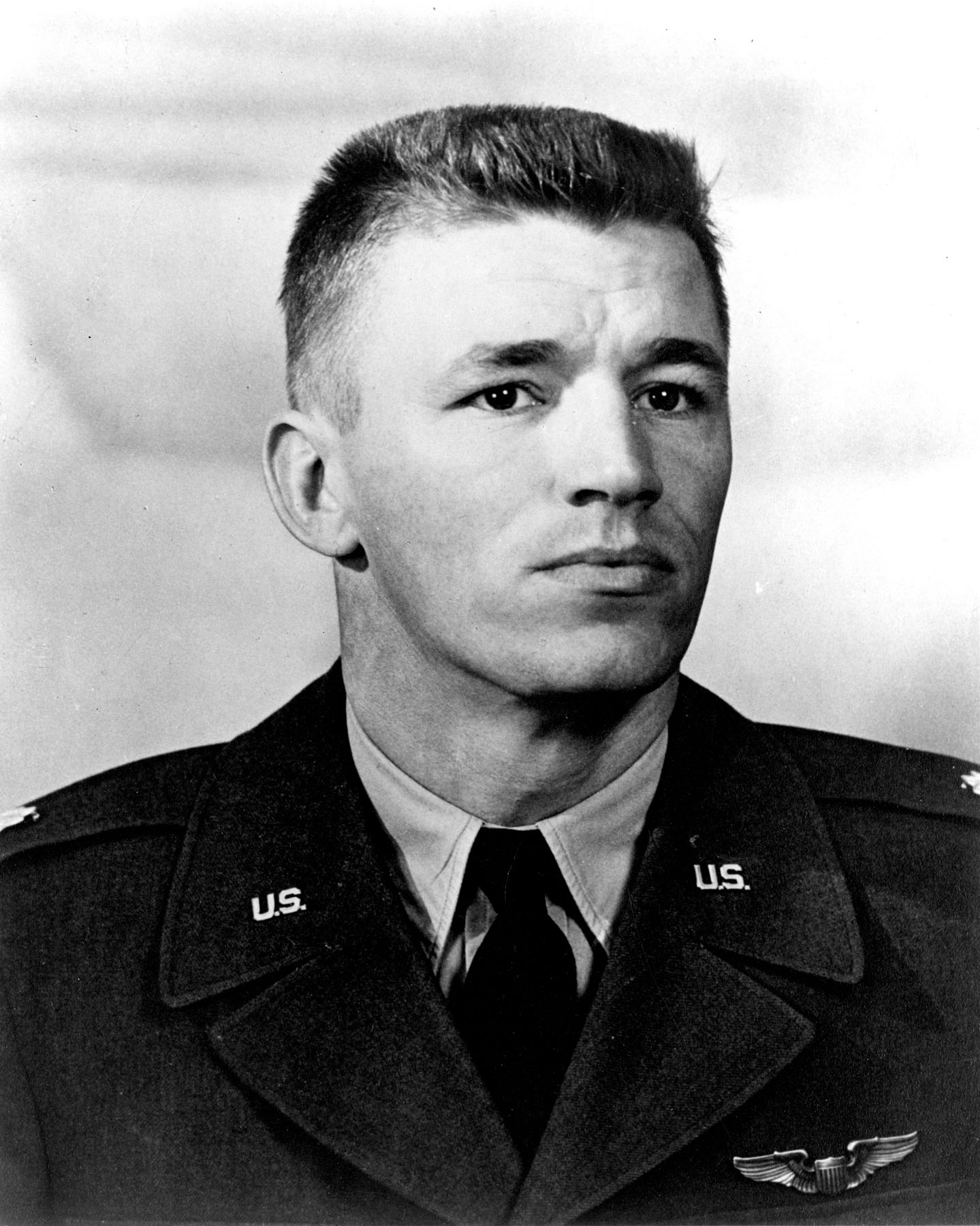
Charles J. Loring, 1950.

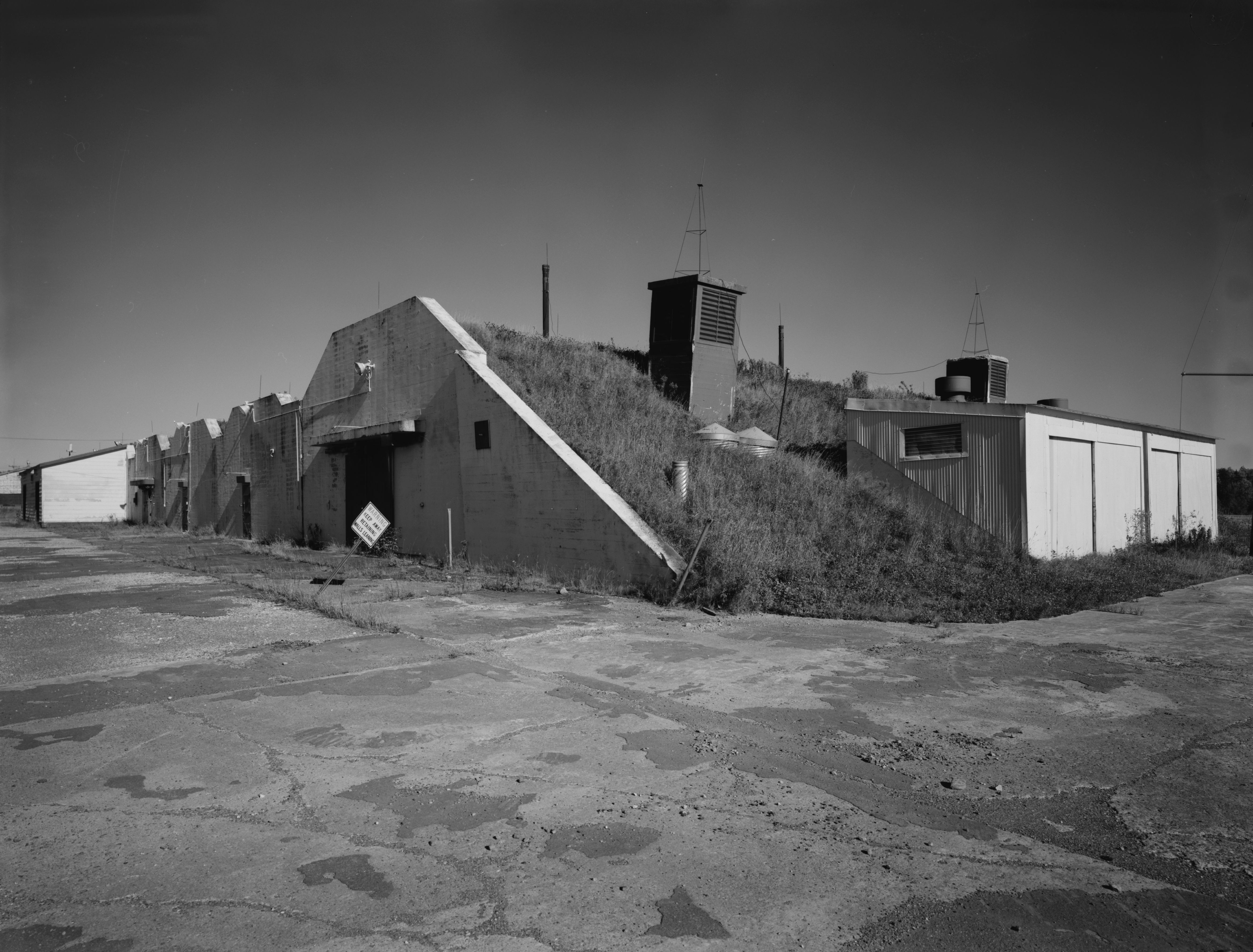
Vue du nord-ouest de l'immeuble 216 (maintenance des munitions).

Les origines de la base remontent à 1947. Il s'avère en effet à cette époque que grâce aux avancées technologiques, l'itinéraire le plus court de l'Amérique continentale aux principales cibles stratégiques de l'Unions soviétique passe par le Cercle polaire arctique. En conséquence, la Division de la Nouvelle-Angleterre de l'Army Corps of Engineers des États-Unis décide de construire une base de bombardiers au nord-est de l'Union. Le choix se porte sur un site dans le comté d'Aroostook, au nord-est du Maine, dans la partie nord-ouest du canton de Limestone s’étendant dans la partie sud-ouest de la plantation Caswell, près de la frontière canadienne. Ce site est considéré comme le point des États-Unis continentaux le plus proche de l'Europe, offrant une valeur stratégique élevée pendant la guerre froide.
Le site se présentait alors comme une zone non aménagée de forêt dense, de marais peu profonds et de tourbières de bleuets sauvages, au sommet de collines en zone constructible. Le plateau était suffisamment éloigné des fermes agricoles en contrebas pour ne pas affecter les terres dévolues à la culture de la pomme-de-terre. Du fait de son altitude, il se trouvait pratiquement toujours au-dessus de la zone de brouillard. Le site avait par ailleurs l'avantage de présenter un substrat rocheux dur, susceptible de supporter la construction de pistes, de voies de circulation et d'aires de stationnement. 
En avril 1947, le projet de base est désigné sous l'appellation de Limestone Army Air Field. Quelques mois plus tard, la base est rebaptisée Limestone Air Force Base lorsque l'Air Force devient une agence indépendante en septembre 1947. Elle prend le nom, en 1954, de Loring Air Force Base pour honorer la mémoire du major Charles J. Loring, Jr., USAF, récipiendaire de la médaille d'honneur pendant la guerre de Corée. 
Sur un site distinct, au nord-est de la base de Loring, se trouvait une zone de stockage d'armes nucléaires, le North River Depot, appelée aussi base aérienne de Caribou. Construit d'août à décembre 1951 par le département de la Défense, ce dépôt top-secret (nom de code : site "Easy") a été absorbé par la base de Loring en 1962, sur décision de la Commission de l'énergie atomique des États-Unis. Il est le plus grand des cinq sites originels de stockage d'armes nucléaires de l'Union et le premier à être opérationnel (dès le 15 décembre 1951). Le site a été conçu comme une base autonome et comprenait à l'origine 28 igloos de stockage, des ateliers d'entretien des armes, une caserne, des installations récréatives pour le personnel, un entrepôt et des bureaux. Fin 1952, il est doté d'un bâtiment de covoiturage, d'une station de communication, d'un hôpital, de deux casernes supplémentaires, d'une école, d'un club d’officiers, d'une boulangerie et d'un bâtiment d’information et de formation. 

### Siège de l'escadre de bombardement du42eCommandement aérien stratégique
Loring devient en 1953 le siège de l'escadre de bombardement du 42e Commandement aérien stratégique, exploitant des bombardiers Convair B-36 Peacemaker. La base pouvait accueillir une centaine de ces gros bombardiers et disposait de la plus grande capacité de stockage à la fois de carburant (35 000 000 litres) et d'armes (4 700 tonnes) de toutes les bases de Commandement aérien stratégique. Par la suite, l'escadre a exploité aussi les bombardiers Boeing B-52 Stratofortress.
Loring abrite alors de nombreux civils, dont beaucoup travaillent aux côtés des membres du service actif. La base comprend de nombreux équipements, tels qu'un hôpital, une école et une station de ski, ce qui facilite l'adaptation des civils à la vie dans cette partie du Maine.
Cette base a notamment joué un rôle pivot pendant la Guerre du Golfe dans la conduite des opérations Bouclier du désert et Tempête du désert et le retour des troupes américaines du Golfe Persique.
La Commission de réaménagement et de fermeture de bases de 1991 (en)  a recommandé la fermeture de Loring et la répartition des aéronefs et de sa mission à d'autres bases du pays. La base est fermée en septembre 1994, après plus de quarante ans de service. 
A l'occasion du 75e anniversaire de l’U.S. Air Force, en août 2022, un bombardier B-52 a atterri sur les pistes de Loring, piloté par un équipage en provenance de la base aérienne de Barksdale en Louisiane. 

## Commandement
Entre 1953 et 1994, 41 commandants se sont succédé à la base aérienne de Loring. Le premier était le Colonel Frederick R. Ramputi, nommé le 26 février 1953 et le dernier le Colonel Robert J. Pavelko, nommé le 7 septembre 1993. Tous étaient des hommes. 

## Record et trophées
- novembre 1956 : trois B-52Cs de Loring effectuent un vol sans escale record au-dessus du pôle Nord et autour du périmètre du continent nord-américain
- mars 1957: la base reçoit le premier Stratotanker KC-135
- 1964 : le 42e ARS reçoit le trophée Général Saunders comme meilleur escadron de ravitailleurs du Strategic Air Command (SAC)
- 2 mars 1978 : l'escadre de bombardement reçoit le trophée "Omaha" du SAC 1977
- mai 1989 : la base reçoit le premier modèle "R" du KC-135[5].

## Reconversion
La base est réaménagée par la Loring Development Authority et devient le Loring Commerce Center, un parc industriel et aéronautique qui rassemble 25 entreprises et 1 200 employés hautement qualifiés. L'aérodrome reste exploité sous le nom  d'aéroport international de Loring (en). 
En 2021, les agriculteurs du comté d'Aroostook ont demandé la réquisition des hangars à avions de l'ancienne base aérienne pour y stocker leurs excédents, tant la récolte a été abondante.
En juillet 2022, l'ancienne base de Loring a été l'un des trois sites à accueillir les courses de record terrestre de vitesse américain.
Au printemps 2023, dans le but de favoriser l'implantation d'entreprises sur le site, la Loring Development Authority a demandé auprès du département du Commerce des États-Unis son classement en zone franche. Ces zones, appelées « foreign trade zones », sont l'équivalent aux États-Unis des zones de libre-échange dans le monde. 

### Centre du patrimoine militaire de Loring
En 2005, des militaires et des civils ayant servi sur la base ont fondé le Centre du patrimoine militaire de Loring (Loring Military Heritage Center). Ce centre a pour objectif de préserver et transmettre l'histoire de la base et la mémoire des personnels qui y ont vécu et travaillé. Le bâtiment a été agrandi en 2011 pour recevoir et exposer des reliques de l'ancienne base, comme des sections de la piste d’atterrissage ou un moteur à réaction KC135. 
Le centre ouvre tous les étés, les samedis et les dimanches. En hiver, des visites sur rendez-vous sont possibles. A l'occasion du 25ème anniversaire de la fermeture de la base, des Journées Portes ouvertes ont été organisées du 23 au 25 août 2019.  
En août 2022, le Centre a organisé trois jours d’événements pour célébrer le 75e anniversaire de l’U.S. Air Force.   

### Projet de revitalisation du site
La compagnie DG Fuels LLC qui prévoit de fabriquer du carburant durable d'aviation, a signé un accord avec la Loring Development Authority pour construire un site de production sur l'ancienne base de Loring, susceptible d'employer jusqu’à 650 personnes. Le calendrier opérationnel prévoit le lancement des travaux à l'été 2024 et la livraison des équipements à l'horizon 2027.    
Le Centre de commerce devrait parallèlement se développer et devenir le Green 4 Maine Campus, le plus grand parc commercial et industriel de l’État du Maine, offrant l’accès à un immense aérodrome avec la plus longue piste d’atterrissage de l’État (plus de 12 000 pieds de long) en tant que centre de distribution de fret aérien de premier plan. Ce campus entièrement écologique et autonome devrait produire toute son énergie sur place d’ici cinq ans.   